# Daiki Satō (Fußballspieler, 1988)
Daiki Satō (japanisch 佐藤 大基 Satō Daiki; * 7. September 1988 in der Präfektur Chiba; † 19. Juli 2010) war ein japanischer Fußballspieler.

## Karriere
Satō erlernte das Fußballspielen in der Schulmannschaft der Funabashi High School. Seinen ersten Vertrag unterschrieb er 2007 bei Thespa Kusatsu. Der Verein spielte in der zweithöchsten Liga des Landes, der J2 League. Für den Verein absolvierte er zwei Ligaspiele. Im Mai 2007 wurde er an den Ohara Gakuen JaSRA ausgeliehen. Im Juli 2007 kehrte er zu Thespa Kusatsu zurück. Für den Verein absolvierte er sechs Ligaspiele. Am 19. Juli 2010 starb er an Herzinfarkt.